# بخش چارلستاون، شهرستان ردوود، مینه سوتا
بخش چارلستاون (به انگلیسی: Charlestown Township) یک منطقهٔ مسکونی در ایالات متحده آمریکا است که در شهرستان ردوود، مینه‌سوتا واقع شده‌است.
 بخش چارلستاون ۸۷٫۷ کیلومتر مربع مساحت و ۲۱۷ نفر جمعیت دارد و ۳۳۸ متر بالاتر از سطح دریا واقع شده‌است.